# Сакієві
Сакієві (Pitheciidae) — одна з п'яти родин мавп Нового Світу (Platyrrhini). Більшість видів живуть в Амазонському регіоні Бразилії; деякі проживають від Колумбії на півночі до Болівії на півдні.

## Опис
Це невеликі та середніх розміру мавпи з довжиною голови й тіла від 23 см для менших тіті, до 44-49 см для уакарі. Хутро середньої довжини чи довге, в широкому діапазоні кольорів, часто з контрастними клаптями, особливо на обличчі. 
Це денні й деревні тварини, що мешкають в тропічних лісах від низинних боліт до гірських схилів. Переважно травоїдні, їдять в основному фрукти та насіння, хоча деякі види також їдять невелику кількість комах. Зубна формула: I 2/2, C 1/1, P 3/3, M 3/3.
Самиці народжують одне дитинча після періоду вагітності від чотирьох до шести місяців, залежно від виду. Уакарі й сакі-бородачі полігамні, проживають в групах по 8-30 осіб. Кожна група має кілька самців, які встановлюють ієрархію домінування між собою. Сакі й тіті моногамні й живуть в набагато менших сімейних групах.

## Класифікація
Родина поділяється на дві підроди і 4 нині живучих роди тварин. Відомо 7 вимерлих родів у цій родині.
- Родина Pitheciidae
  - Підродина Callicebinae
    - Рід Callicebus, Тіті
      - Callicebus donacophilus
      - Callicebus modestus
      - Callicebus oenanthe
      - Callicebus olallae
      - Callicebus pallescens
      - Callicebus baptista
      - Callicebus bernhardi
      - Callicebus brunneus
      - Callicebus cinerascens
      - Callicebus hoffmannsi
      - Callicebus moloch
      - Callicebus barbarabrownae
      - Callicebus coimbrai
      - Callicebus melanochir
      - Callicebus nigrifrons
      - Callicebus personatus
      - Callicebus caligatus
      - Callicebus cupreus
      - Callicebus aureipalatii
      - Callicebus discolor
      - Callicebus dubius
      - Callicebus ornatus
      - Callicebus stephennashi
      - Callicebus lucifer
      - Callicebus lugens
      - Callicebus medemi
      - Callicebus purinus
      - Callicebus regulus
      - Callicebus torquatus

    - †Рід Xenothrix
      - †Xenothrix mcgregori

    - †Рід Paralouatta
      - †Paralouatta varonai
      - †Paralouatta marianae

    - †Рід Antillothrix
      - †Antillothrix bernensis

  - Підродина Pitheciinae
    - Рід Cacajao, Уакарі
      - Cacajao melanocephalus
      - Cacajao calvus
      - Cacajao ayresii
      - Cacajao hosomi

    - Рід †Carlocebus
      - †Carlocebus carmenensis
      - †Carlocebus intermedius

    - Рід †Miocallicebus
      - †Miocallicebus villaviejai

    - Рід †Cebupithecia
      - †Cebupithecia sarmientoi

    - Рід Chiropotes, Сакі-бородач
      - Chiropotes satanas
      - Chiropotes chiropotes
      - Chiropotes israelita
      - Chiropotes utahickae
      - Chiropotes albinasus

    - Рід †Homunculus
      - †Homunculus patagonicus

    - Рід †Nuciruptor
      - †Nuciruptor rubricae

    - Рід Pithecia, Сакі
      - Pithecia pithecia
      - Pithecia monachus
      - Pithecia irrorata
      - Pithecia aequatorialis
      - Pithecia albicans

    - Рід †Proteropithecia
      - †Proteropithecia neuquenensis

    - Рід †Soriacebus
      - †Soriacebus ameghinorum
      - †Soriacebus adrianae

    - Рід †Insulacebus
      - †Insulacebus toussaintiana